# Calvados (departement)
Calvados (14) is een Frans departement, een van de vijf in de regio Normandië. De hoofdstad is Caen.
Het departement is bekend om zijn cider- en calvadosproductie.

## Geschiedenis
Het departement was een van de 83 departementen die werden gecreëerd tijdens de Franse Revolutie, op 4 maart 1790 door uitvoering van de wet van 22 december 1789, uitgaande van een deel van de provincie Normandië.
Tijdens de tweede wereldoorlog werden op 6 juni 1944 landingen gemaakt door de geallieerden in Normandië. Vijf van de zes locaties voor landingen (waaronder Pointe du Hoc, Omaha, Gold, Juno en Sword) vonden plaats in Calvados. Een aparte missie vond plaats ten zuiden van Ouistreham voor de bezetting van de Pegasusbrug.

## Geografie
Calvados is omgeven door de departementen Eure in het oosten, Orne in het zuiden en Manche in het westen. Het noorden is een kuststrook die grenst aan Het Kanaal.
Calvados bestaat uit de vier arrondissementen:
- Bayeux
- Caen
- Lisieux
- Vire

Calvados heeft 25 kantons:
- Kantons van Calvados

Calvados heeft 705 gemeenten:
- Lijst van gemeenten in het departement Calvados

## Demografie
De inwoners van Calvados heten Calvadosiens.

### Demografische evolutie sinds 1962
| Naam       | Index 1962 | Index 1968 | Index 1975 | Index 1982 | Index 1990 | Index 1999 | Index 2008 | Index 2019 |
| ---------- | ---------- | ---------- | ---------- | ---------- | ---------- | ---------- | ---------- | ---------- |
| Calvados   | 100,0      | 108,1      | 116,7      | 122,6      | 128,6      | 134,9      | 141,1      | 144,3      |
| Frankrijk* | 100,0      | 107,1      | 113,3      | 117,0      | 121,9      | 126,0      | 133,8      | 140,1      |

| Naam       | Inw./km² 1962 | Inw./km² 1968 | Inw./km² 1975 | Inw./km² 1982 | Inw./km² 1990 | Inw./km² 1999 | Inw./km² 2008 | Inw./km² 2019 |
| ---------- | ------------- | ------------- | ------------- | ------------- | ------------- | ------------- | ------------- | ------------- |
| Calvados   | 86,7          | 93,7          | 101,1         | 106,3         | 111,5         | 116,9         | 122,2         | 125,6         |
| Frankrijk* | 84,2          | 90,1          | 95,4          | 98,5          | 102,7         | 106,1         | 112,7         | 119,7         |

Frankrijk* = exclusief overzeese gebieden
Bron: Recensement Populaire INSEE - 1962 tot 1999 population sans doubles comptes, nadien Population Municipale
Op 1 januari 2022 had Calvados 704.605 inwoners.

### De 10 grootste gemeenten in het departement
| Nr. | Gemeente               | Aantal inwoners (2022) |
| --- | ---------------------- | ---------------------- |
| 1   | Caen                   | 108.398                |
| 2   | Hérouville-Saint-Clair | 22.473                 |
| 3   | Lisieux                | 19.540                 |
| 4   | Vire Normandie         | 17.411                 |
| 5   | Bayeux                 | 12.754                 |
| 6   | Ifs                    | 11.868                 |
| 7   | Mondeville             | 10.286                 |
| 8   | Mézidon Vallée d'Auge  | 9.678                  |
| 9   | Ouistreham             | 9.261                  |
| 10  | Souleuvre en Bocage    | 8.643                  |

### Tweede huizen
Bij de laatste volkstelling, waren 19,2% van de woningen tweede huizen. Dit zijn meestal tweede huizen van rijke Parijzenaars en Engelsen. Deze komen vaak naar Calvados tijdens het weekend.

## Afbeeldingen

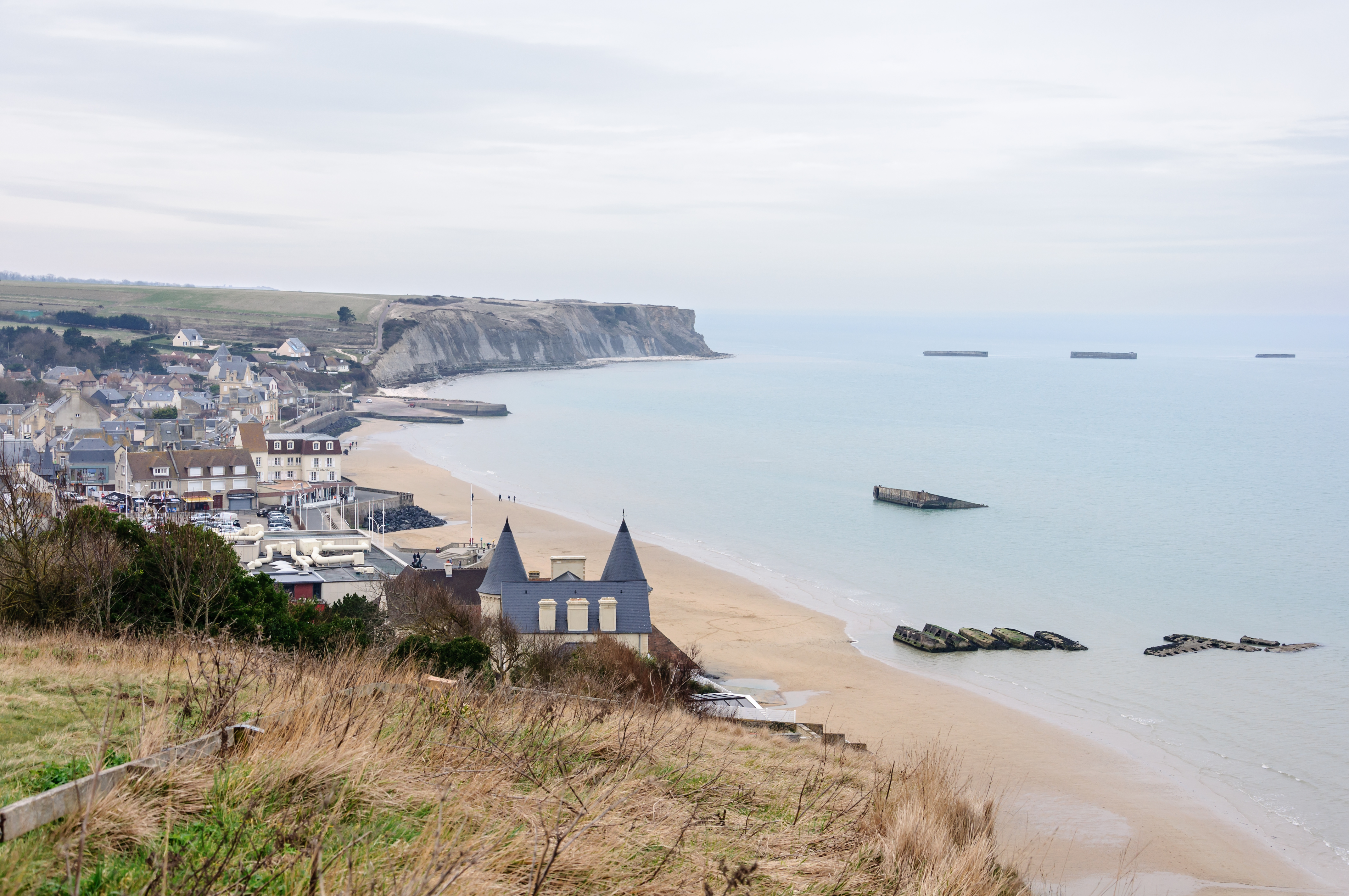
Arromanches-les-Bains
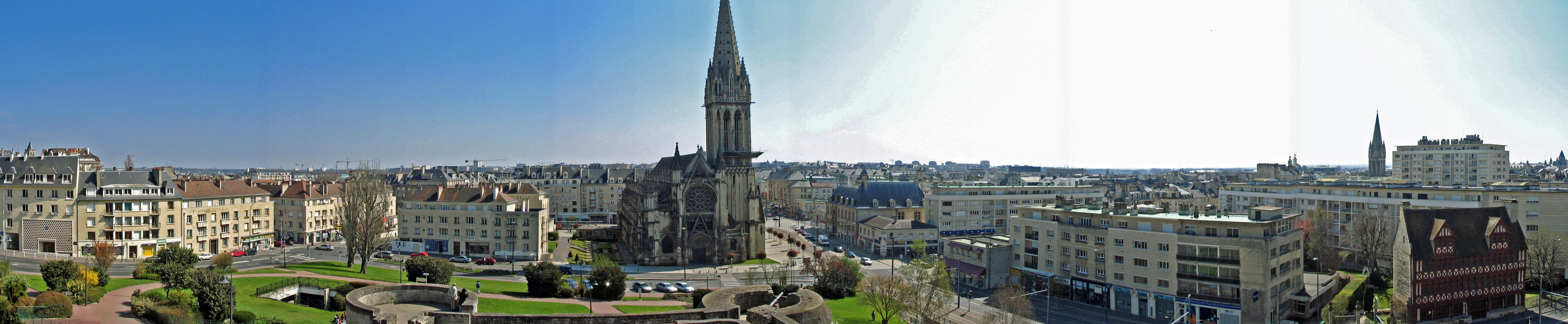
Caen
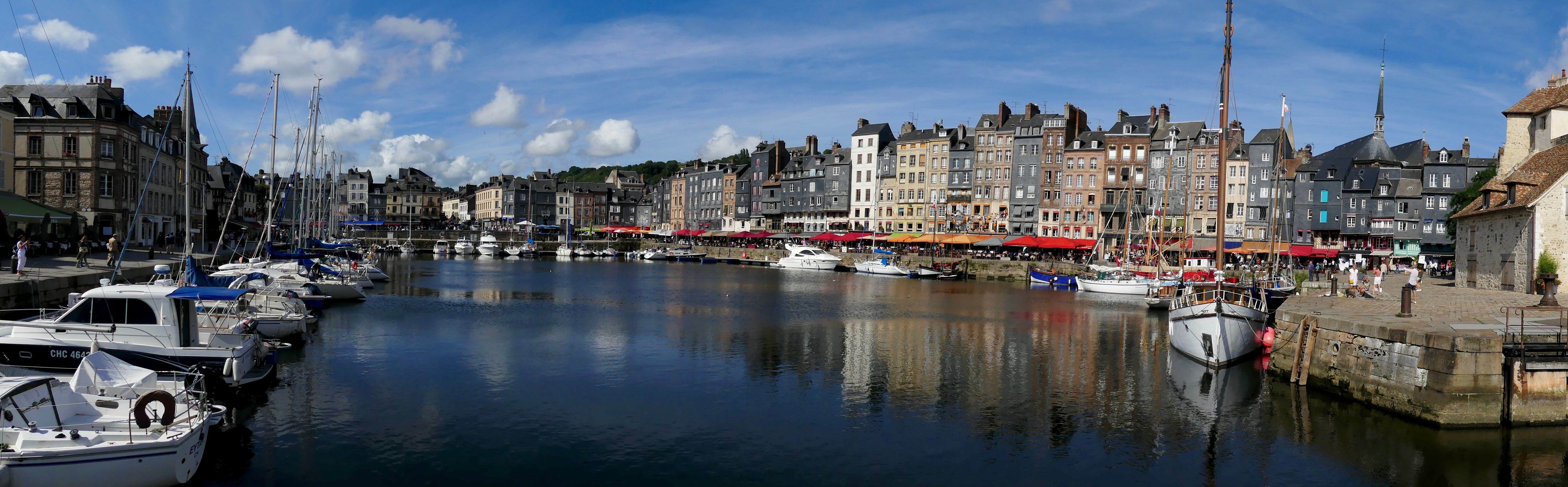
Honfleur
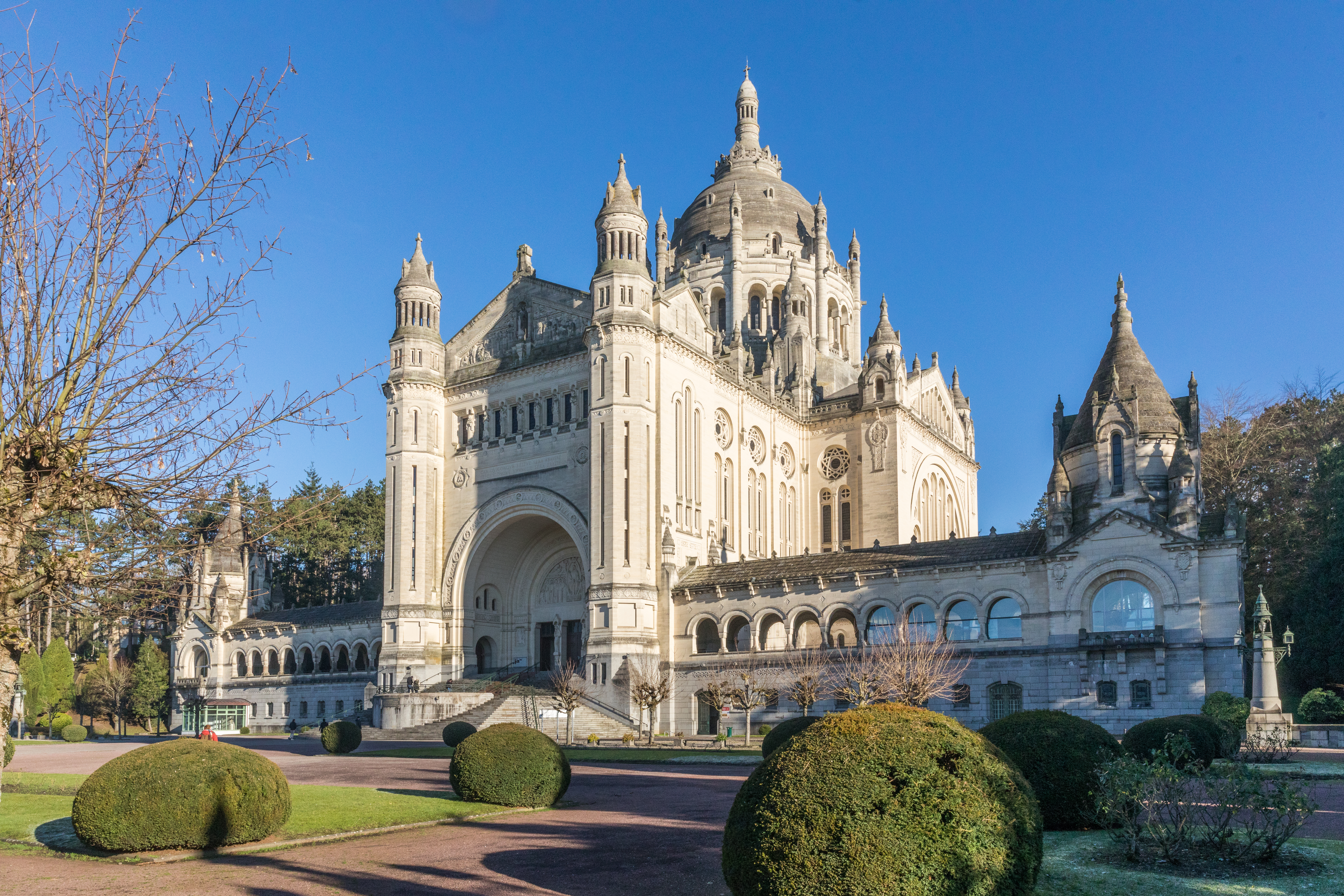
Basilique Sainte-Thérèse, Lisieux